# Ocotea gomezii
Ocotea gomezii är en lagerväxtart som beskrevs av W. Burger. Ocotea gomezii ingår i släktet Ocotea och familjen lagerväxter. Inga underarter finns listade i Catalogue of Life.